# Svein Hatløy

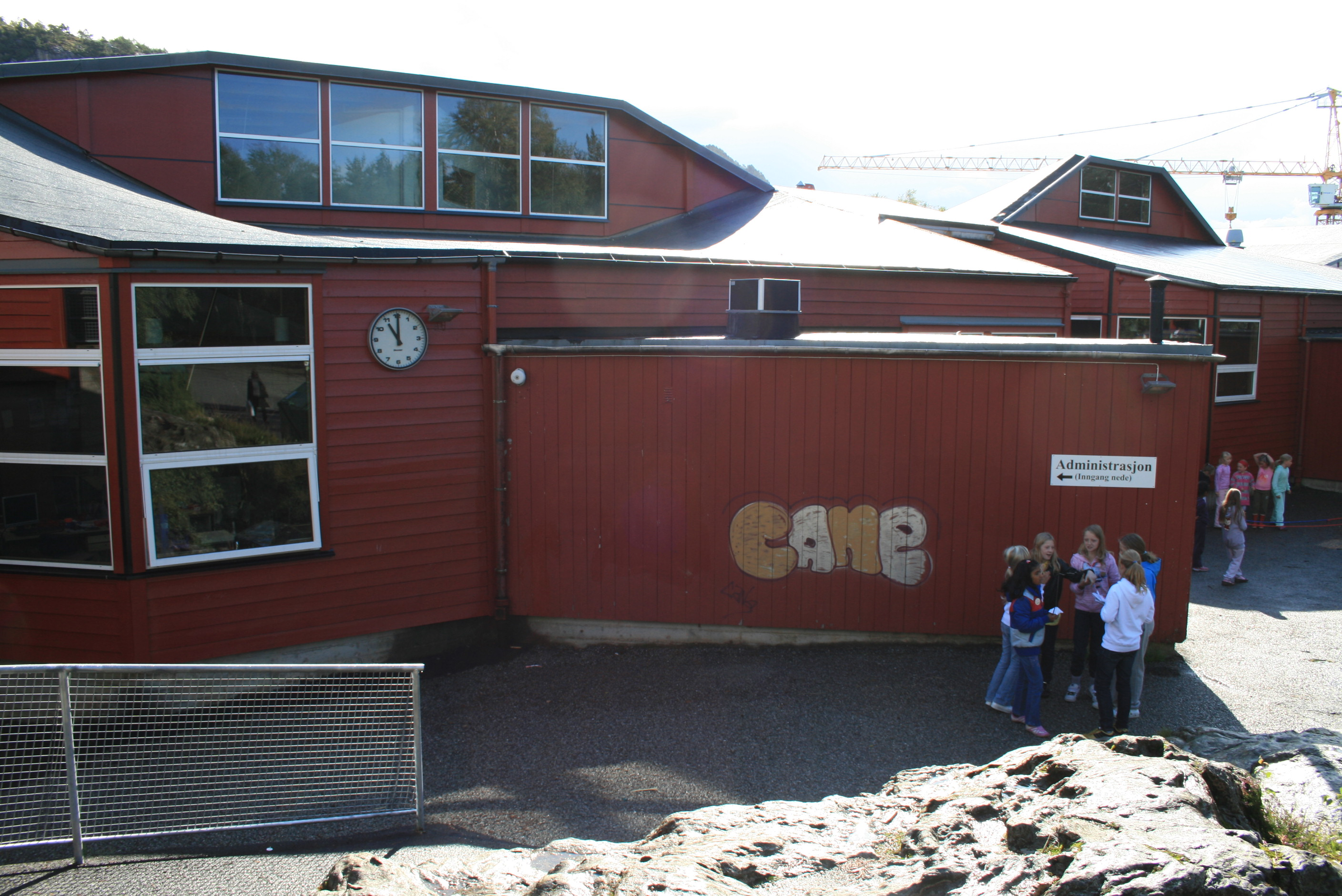
Escuela para niños de Loddefjord, uno de sus primeros proyectos en los años 70.

Svein Hatløy (* 12 de mayo de 1940 – † 5 de julio de 2015) es un arquitecto noruego, fundador de la Escuela de Arquitectura de Bergen (BAS), de la cual fue rector desde su fundación hasta 2007. Estudió arquitectura en la Universidad Noruega de Ciencia y Tecnología, graduándose en 1965, y posteriormente efectuó estudios en la Academia nacional de arte de Oslo, la Academia de Arte de Varsovia y la Academia de las Ciencias de Polonia. A partir de su estancia en Polonia, desarrolló estrechos vínculos con los arquitectos polacos Oskar (†) y Zofia Hansen, quienes han fungido como profesores visitantes en BAS en distintas ocasiones.
En 2003, Hatløy recibió una mención honorífica otorgada por la Unión de Arquitectos Noruegos por su trabajo al frente de BAS.